# Voxna socken
Voxna socken i Hälsingland ingår sedan 1971 i Ovanåkers kommun och motsvarar från 2016 Voxna distrikt.
Socknens areal är 443,30 kvadratkilometer, varav 422,50 land. År 2000 fanns här 586 invånare. Småorten och kyrkbyn Voxnabruk med sockenkyrkan Voxna kyrka ligger i socknen.  

## Administrativ historik
Voxna socken bildades 1759 genom en utbrytning ur Ovanåkers socken. 1 maj 1885 införlivades området för Mattsmyra kapellag från Ovanåkers socken. 1934 överfördes en del av Finsthögst från Ore socken i Kopparbergs län till Voxna socken.
Vid kommunreformen 1862 övergick socknens ansvar för de kyrkliga frågorna till Voxna församling och för de borgerliga frågorna bildades Voxna landskommun. Landskommunen inkorporerades 1952 i Ovanåkers landskommun som sedan 1971 uppgick i Ovanåkers kommun. Församlingen uppgick 2002 i Ovanåkers församling som 2012 uppgick i Alfta-Ovanåkers församling.
1 januari 2016 inrättades distriktet Voxna, med samma omfattning som församlingen hade 1999/2000.
Socknen har tillhört fögderier, tingslag och domsagor enligt vad som beskrivs i artikeln Hälsingland. De indelta soldaterna tillhörde Hälsinge regemente, Alfta kompani.

## Geografi
Voxna socken ligger kring Voxnan. Socknen har odlingsbygd vid vattendragen och är i övrigt en starkt kuperad sjörik skogsbygd.

## Fornlämningar
Från stenåldern finns lösfynd.

## Namnet
Namnet (1761 Wåxna) kommer från bruket, Voxne bruk, som i sin tur tagit namnet från älven Voxnan.

## Befolkningsutveckling
| Befolkningsutvecklingen i Voxna socken 1780–1990                                                         | Befolkningsutvecklingen i Voxna socken 1780–1990 | Befolkningsutvecklingen i Voxna socken 1780–1990 | Befolkningsutvecklingen i Voxna socken 1780–1990 | Befolkningsutvecklingen i Voxna socken 1780–1990 |
| --- | ------------------------------------------------ | ------------------------------------------------ | ------------------------------------------------ | ------------------------------------------------ |
| |                                                  |                                                  |                                                  |                                                  |
| År |                                                  |                                                  | Folkmängd                                        |                                                  |
| 1780 | 1780                                             |                                                  | 632                                              |                                                  |
| 1790 | 1790                                             |                                                  | 748                                              |                                                  |
| 1800 | 1800                                             |                                                  | 657                                              |                                                  |
| 1810 | 1810                                             |                                                  | 475                                              |                                                  |
| 1820 | 1820                                             |                                                  | 517                                              |                                                  |
| 1830 | 1830                                             |                                                  | 520                                              |                                                  |
| 1840 | 1840                                             |                                                  | 623                                              |                                                  |
| 1850 | 1850                                             |                                                  | 710                                              |                                                  |
| 1860 | 1860                                             |                                                  | 944                                              |                                                  |
| 1870 | 1870                                             |                                                  | 925                                              |                                                  |
| 1880 | 1880                                             |                                                  | 997                                              |                                                  |
| 1890 | 1890                                             |                                                  | 1 398                                            |                                                  |
| 1900 | 1900                                             |                                                  | 1 505                                            |                                                  |
| 1910 | 1910                                             |                                                  | 1 627                                            |                                                  |
| 1920 | 1920                                             |                                                  | 1 650                                            |                                                  |
| 1930 | 1930                                             |                                                  | 1 717                                            |                                                  |
| 1940 | 1940                                             |                                                  | 1 648                                            |                                                  |
| 1950 | 1950                                             |                                                  | 1 349                                            |                                                  |
| 1960 | 1960                                             |                                                  | 1 147                                            |                                                  |
| 1970 | 1970                                             |                                                  | 809                                              |                                                  |
| 1980 | 1980                                             |                                                  | 669                                              |                                                  |
| 1990 | 1990                                             |                                                  | 621                                              |                                                  |
| Anm: Källor: Umeå universitet - Tabellverket 1749-1859, Demografiska databasen, CEDAR, Umeå universitet. |                                                  |                                                  |                                                  |                                                  |